# Гімназія №1637 (Москва)
Гімназія № 1637 — московська гімназія та навчально-виховний комплекс. Гімназія № 1637 являє собою сукупність дошкільного навчального закладу і початкової школи в будівлі на Федеративному проспекті, і самої гімназії, розташованої в головній будівлі на 3-й Володимирській вулиці, 12А, будівлі колишньої школи № 635 на Новогірєєвській вулиці, 22А. Гімназія працює в режимі повного дня, п'ятиденний навчальний тиждень. Навчання проводиться за планом, відповідно до чвертей, в старших класах — півріччях. Вивчення англійської мови починається з другого класу. Основний пріоритет у школі — художньо-естетичний цикл навчання. Вже з першого класу дітям викладають образотворчого мистецтва, ДПІ з першого — музику, з п'ятого — світову художню культуру.

## Історія Школи
- Середня загальноосвітня школа № 736 була відкрита в 1955 році в місті Перово.
- У 1988 році директором школи призначена Пшеніна, Ірина Вадимівна.
- У 1989 році було присвоєно статус школи з поглибленим вивченням предметів художньо-естетичного циклу, пізніше — освітній галузі «Мистецтво».
- У 1993 році школа № 736 та дитячий садок № +1626 були об'єднані в навчально-виховний комплекс № одна тисяча шістсот тридцять сім з поглибленим вивченням предметів художньо-естетичного циклу.
- З 2003 року по 2014 рік центр освіти працював в складі міської експериментального майданчика по темі «Модернізація художньо-естетичної освіти в умовах експериментальної діяльності».
- У грудні 2005 року школі було присвоєно статус ГБОУ центру освіти № 1637.
- У 2014 році статус змінено на гімназію.
- У 2015 році гімназія № 1637 об'єдналася з середньою освітньою школою № 635 (Новогірєєвська вул., 22А).

## Досягнення школи
Станом на 2014 рік в гімназії навчалося близько 900 дітей і підлітків. У всій гімназії працює близько 100 вчителів, в школі — 74 педагога, серед яких багато хто має вищу кваліфікацію (27 педагогів) і мають звання «Почесний працівник загальної освіти» (11 педагогів). Кілька представників педагогічного колективу є переможцями різних етапів конкурсу «Учитель року Москви» (І. А. Данилов — переможець окружного етапу конкурсу педагогічної майстерності та суспільного визнання «Учитель року міста Москви 2012» ; О. В. Рибауліна — лауреат міського конкурсу «Учитель року Москви — 2012» . Ольга Рибауліна є одним з авторів герба району Перово. Також викладачі англійської мови Т. Ю. Васіна, Е. Б. Зав'ялова, вчитель МХК М. А. Дмитренко та ін. Нагороджені медалями 850-річчя Москви .
У 2006 році центр освіти став переможцем конкурсу інноваційних програм Міністерства освіти і науки РФ в рамках пріоритетного національного проекту «Освіта», в 2008 році центр освіти — переможець конкурсу «Грант Москви» в області інноваційних технологій в сфері освіти . За даними 2009 року з центру освіти № 1637 переможцем нацпроекта «Освіта-2009» і удостоєним звання Кращий учитель Москви стала Н. В. Нікель, вчитель історії, суспільствознавства, історії релігій і права, посівши 231-е місце.

## Події
17 жовтня 2009 року дев'ять семикласників на уроці отримали опік рогівки очей після того, як викладач включив кварцову лампу для антибактеріальної обробки, пов'язаної з профілактикою захворювання вітрянки. Всі постраждалі були госпіталізовані в Морозівську лікарню. Відразу ж після госпіталізації учнів була проведена перевірка слідчими органами Слідчого комітету при прокуратурі Російської Федерації по місту Москві за фактом події.